# ¡Bang! ¡Bang!... Estás liquidado
¡Bang! ¡Bang!... Estás liquidado es el cuarto álbum de estudio del grupo musical de Argentina Patricio Rey y sus Redonditos de Ricota. La edición argentina de la revista Rolling Stone lo ubicó en el puesto 33.º entre los 100 mejores discos del rock nacional.

## Historia
Después del éxito de Un baión para el ojo idiota, se presentaron varias propuestas de sellos para producir a la banda, pero el grupo decidió que tenían que seguir con su independencia, así que durante 1989 la banda se concentró en grabar en el estudio Del Cielito lo que sería el nuevo material. El disco no fue tan exitoso en el mercado, pero es considerado por los fanáticos de la banda como uno de los mejores, logrando incluso que llegaran a tocar por primera vez en mítico estadio Obras los días 2 y 3 de diciembre. El disco fue presentado en vivo en el Club Sportivo America de Rosario el día 3 de noviembre de 1989.

## Arte
El arte de tapa es de Rocambole Cohen. Éste se inspiró en la pintura El tres de mayo de 1808 en Madrid de Francisco de Goya (1746-1828). En esta tapa, los soldados fusileros han sido reemplazados por miembros de la Cruz Roja (lo que presagia el segundo tema del siguiente disco de Los Redondos: La mosca y la sopa). Los fusilados son asesinados por la Cruz Roja. Además la escena está vista desde una óptica imaginaria con Goya como protagonista (Rocambole lo confirmó en una entrevista de la época), observado desde la vista de un tercero (que mira a Goya). Otro detalle a mencionar es el perro con cabeza de arma. En el interior también incluye un antiidentikit de los integrantes.

Es un homenaje a Goya y su obra los fusilamientos del 3 de mayo, pero con un ejército de la Cruz Roja. En una biografía había leído que Goya vio los fusilamientos por la ventana y me pareció una imagen muy potente. Quise agregarle una persiana americana pero remitía a una música más fashion. En la reedición agregué otro cuadro mío: ahí se ve a un tipo matando de un tiro a otro con pinta de marino. Siempre me costó entender por qué durante la dictadura ningún padre calentón se tomó venganza de su hijo desaparecido y toda la lucha descansó en la figura maternal.
Ricardo "Rocambole" Cohen.

## Listado de canciones
- Todas las canciones fueron compuestas por Skay Beilinson e Indio Solari.

1. «Héroe del whisky» (3:42).
2. «Rock para los dientes» (3:29).
3. «La parabellum del buen psicópata» (5:56).
4. «Un Pacman en el Savoy» (3:31).
5. «Nadie es perfecto» (2:22).
6. «Esa estrella era mi lujo» (2:54).
7. «Maldición, va a ser un día hermoso» (2:27).
8. «Ropa sucia» (4:24).
9. «Nuestro amo juega al esclavo» (4:00).

## Presentación
| Lugar             | Ciudad                          | Fecha                            |
| ----------------- | ------------------------------- | -------------------------------- |
| Satisfaction      | Ciudad Autónoma de Buenos Aires | 20 y 21 de octubre de 1989       |
| Satisfaction      | Ciudad Autónoma de Buenos Aires | 27 y 28 de octubre de 1989       |
| Obras Sanitarias  | Ciudad Autónoma de Buenos Aires | 2 y 3 de diciembre de 1989       |
| Teatro de Verano  | Montevideo                      | 8 de diciembre de 1989           |
| Laskina Pub       | Montevideo                      | 9 de diciembre de 1989           |
| Estadio Superdomo | Mar del Plata                   | 19 de diciembre de 1989          |
| Obras Sanitarias  | Ciudad Autónoma de Buenos Aires | 29 de diciembre de 1989          |
| Estadio Atenas    | Ciudad de La Plata              | 11 y 12 de mayo de 1990          |
| Parque Sarmiento  | Ciudad Autónoma de Buenos Aires | 8 y 9 de junio de 1990           |
| Obras Sanitarias  | Ciudad Autónoma de Buenos Aires | 24, 25 y 26 de agosto de 1990    |
| Obras Sanitarias  | Ciudad Autónoma de Buenos Aires | 12, 13 y 14 de octubre de 1990   |
| Obras Sanitarias  | Ciudad Autónoma de Buenos Aires | 21, 22 y 23 de diciembre de 1990 |

## Créditos
- Voz: Indio Solari.
- Guitarra: Skay Beilinson.
- Bajo: Semilla Bucciarelli.
- Batería: Walter Sidotti.
- Saxofón: Sergio Dawi.
- Teclados: Lito Vitale y Rick Anna.
- Técnico de grabación: Gustavo Gauvry y Mariano López.
- La hechicera: “Muñeca” Poly.
- Arte de tapa y gráfica: Rocambole.[5]